# Liste der Baudenkmale in Born a. Darß
In der Liste der Baudenkmale in Born a. Darß sind alle Baudenkmale der Gemeinde Born a. Darß im Landkreis Vorpommern-Rügen und ihrer Ortsteile aufgelistet. Grundlage ist die Veröffentlichung der Denkmalliste des Landkreises Vorpommern-Rügen, Auszug aus der Kreisdenkmalliste vom August 2014.

## Born a. Darß
| ID              | Lage                      | Bezeichnung                                           | Beschreibung | Bild                      |
| --------------- | ------------------------- | ----------------------------------------------------- | --- | ------------------------- |
| 10209 Wikidata  |                           | Grabmal Freiherr von Raesfeld                         | Ferdinand von Raesfeld (1855–1929) war Forstmeister in Meisenheim, ab 1890 auf dem Darß und ab 1915 in Bayern sowie Autor von Standardwerken der Jagdliteratur. Das Grabmal ist ein Ehrengrab. | Weitere Bilder            |
| 10212 Wikidata  | Bäckergang (Karte)        | Kriegerdenkmal 1914/1918                              | | Kriegerdenkmal 1914/1918  |
| 10210 Wikidata  | Bäckergang 12 (Karte)     | Wohnhaus Lindenhof                                    | | Wohnhaus Lindenhof        |
| 10197 Wikidata  | Chausseestraße 17 (Karte) | Wohnhaus                                              | | Wohnhaus                  |
| 10198 Wikidata  | Chausseestraße 34 (Karte) | Wohnhaus                                              | |                           |
| 10199 Wikidata  | Chausseestraße 45 (Karte) | Wohnhaus                                              | | Wohnhaus                  |
| 10200 Wikidata  | Chausseestraße 52 (Karte) | Wohnhaus                                              | | Wohnhaus                  |
| 10201 Wikidata  | Chausseestraße 55 (Karte) | Wohnhaus                                              | |                           |
| 10202 Wikidata  | Chausseestraße 58 (Karte) | Wohnhaus                                              | |                           |
| 10203 Wikidata  | Chausseestraße 64 (Karte) | Oberförsterei (Forsthaus und Wirtschaftsgebäude)      | Nebengebäude: 1-gesch. reetgedeckter Putzbau, teilweise mit Holzverbretterungen; seit 1996 Forst- und Jagdmuseum Ferdinand von Raesfeld. | Weitere Bilder            |
| 10204 Wikidata  | Chausseestraße 76 (Karte) | Wohnhaus                                              | |                           |
| 10205 Wikidata  | Chausseestraße 80 (Karte) | Wohnhaus                                              | |                           |
| 10206 Wikidata  | Chausseestraße 81 (Karte) | Wohnhaus                                              | |                           |
| 10207A Wikidata | Chausseestraße 93 (Karte) | Büdnerei (Wohnhaus)                                   | |                           |
| 10207B Wikidata | Chausseestraße 93B        | Büdnerei (Nebengebäude)                               | |                           |
| 10774 Wikidata  | Darßer Ort 1 (Karte)      | Leuchtturmanlage mit ehem. Wohnhaus und Lotsenstation | Runder, 35 m hoher, besteigbarer Leuchtturm von 1848 aus roten Mauerziegeln mit kuppelförmigem Kupferdach, zweitältester Leuchtturm von Mecklenburg-Vorpommern; 2-gesch. Oberwärterhaus von 1892; ab 1991 Natureum Darßer Ort als Außenstelle des Deutschen Meeresmuseums in Stralsund mit Café am Leuchtturm. | Weitere Bilder            |
| 10220 Wikidata  | Gänsemarkt 7 (Karte)      | Wohnhaus                                              | |                           |
| 11374           | Im Moor 14 (Karte)        | Wohnhaus (Alte Gärtnerei)                             | | Wohnhaus (Alte Gärtnerei) |
| 10211 Wikidata  | Kirchweg (Karte)          | Kirche                                                | Holzkirche von 1935 nach Plänen von Bernhard Hopp und Rudolf Jäger mit reetgedecktem Satteldach mit Dachreiter; Innen: Tonnengewölbe, getragen von verzierten Holzständern, Andreas-Arnold-Orgel von 1991. | Weitere Bilder            |
| 10213 Wikidata  | Kurze Straße 1 (Karte)    | Wohnhaus                                              | |                           |
| 10214 Wikidata  | Kurze Straße 2 (Karte)    | Wohnhaus                                              | |                           |
| 10215 Wikidata  | Mühlenberg 1 (Karte)      | Windmühle                                             | |                           |
| 10216 Wikidata  | Nordstraße 1 (Karte)      | Wohnhaus                                              | | Wohnhaus                  |
| 10218B Wikidata | Nordstraße 10 (Karte)     | Wohnhaus                                              | |                           |
| 10217 Wikidata  | Nordstraße 2 (Karte)      | Wohnhaus                                              | |                           |
| 10219 Wikidata  | Nordstraße 20 (Karte)     | Wohnhaus                                              | |                           |
| 10221 Wikidata  | Nordstraße 29 (Karte)     | Wohnhaus                                              | | Wohnhaus                  |
| 10218A Wikidata | Nordstraße 8 (Karte)      | Wohnhaus                                              | |                           |
| 10223 Wikidata  | Pumpeneck 6 (Karte)       | Wohnhaus                                              | |                           |
| 10224 Wikidata  | Rosengang 1 (Karte)       | Wohnhaus                                              | |                           |
| 10225 Wikidata  | Schulstraße 5             | Wohnhaus                                              | |                           |
| 10226 Wikidata  | Südstraße 19              | Wohnhaus                                              | |                           |
| 10227 Wikidata  | Südstraße 21              | Wohnhaus                                              | |                           |
| 10228 Wikidata  | Südstraße 25 (Karte)      | Wohnhaus                                              | |                           |
| 10229 Wikidata  | Südstraße 35 (Karte)      | Wohnhaus                                              | |                           |

## Quelle
- Denkmalliste des Landkreises Vorpommern-Rügen